# Ante Nardelli
Antun "Ante" Nardelli, född 15 april 1937 i Split, död 5 september 1995, var en jugoslavisk vattenpolospelare. Han tog OS-silver 1964 med Jugoslaviens landslag.
Nardelli spelade sju matcher och gjorde fem mål i den olympiska vattenpoloturneringen i Rom där Jugoslavien var fyra. Han spelade sedan sju matcher och gjorde fyra mål i den olympiska vattenpoloturneringen i Tokyo där Jugoslavien tog silver. Hans klubblag var VK Jadran.